# Cerkev Marijinega obiskanja, Markovci
Cerkev Marijinega obiskanja (nekoč prekmursko Cerkev Srpne Marije, ali Cerkev Obiskavanja Marije) je v kraju Markovci in občini Šalovci. Spada v župnijo Markovci. 

## Zgodovina župnije
V Markovcih je bila župnija že v srednjem veku. To vemo po stenskem tabernaklju, ki ga je imela prvotna cerkev. Po stari navadi je bil vzidan v severno steno. Po tem tabernaklju se ugotovi, da je bila markovska cerkev prvotno župnijska in iz obdobja, ko so bili v navadi še stenski tabernaklji. Sedanje tabernaklje je predpisal tridentinski koncil iz let 1454 - 1563. Župnija Markovci se omenja že 1669. leta, vendar sedež le-te ni bil vseskozi v Markovcih.
Do konca prve svetovne vojne, ko je državna meja razdelila župnijo, so vanjo spadale tele vasi: Čepinci, Markovci, Martinje, Trdkova in Gornji Senik, ki je odtlej na madžarski strani. Da je bila v Markovcih prej cerkev kot pa v Gornjem Seniku, je razvidno iz vizitacijskega zapisnika iz leta 1698, kjer piše, da je v Gornjem Seniku podružnična cerkvica markovske župnije. Tamkajšnja cerkvica je bila posvečena sv. Janezu Krstniku, markovska pa Marijinemu obiskanju. Zgodovinski viri vse tja do konca 19. stoletja navajajo župnijo v Čepincih. Neke vrste pojasnilo je v vizitacijskem zapisniku, kjer piše, da sta cerkev in župnija Čepinci, na ozemlju Markovec. Domnevni vzrok za to zmešnjavo je, da so jo najprej nameravali zgraditi na čepinskem hribčku Veliki vrh, kjer je imel župnik vinograd. 
Potem pa naj bi neka deklica z dolgimi lasmi ponoči z vozom z dvema voloma gradbeni material zvozila na mesto, kjer stoji sedanja markovska cerkev. Ko so jo pazniki spraševali, zakaj to dela, jim je brez odgovora izginila izpred oči.
Po tem so tedanji kristjani sklepali, da je bila to sama blažena devica Marija, ki si je izvolila sedanje mesto.

## Novejša zgodovina
Sedanja markovska cerkev je že tretja v tem kraju. Prva, ki jo zgodovinski viri omenjajo 1664. leta, je pogorela. Od druge je ostal le zvonik. K njemu so v letih 1883-1884 prizidali sedanjo cerkev. Že od nastanka je bila cerkev posvečena Marijinemu obiskanju. S pripravami na gradnjo sedanje cerkve so začeli 1881. leta. Cerkveni stolp je ostal od prejšnje cerkve in je bil nespremenjen do 1939. leta, ko so ga povišali za 4 metre, da bi potem lahko namestili še tretji zvon. 1. januarja 1944. leta je župnija v Markovcih dobila naslov prave župnije. Od leta 1947 - 1948 so v cerkvi polagali leseni pod, 1953 so povečali kor, 1955 pa so cerkev elektrificirali. Nato so leta 1968 uredili zakristijo in kupili hrastove klopi. 

## Arhitektura
Cerkev je zidana v novoromanskem slogu. Zoženo svetišče je delno gotske oblike. Leta 1963 so na južni strani cerkve naredili prizidek, v katerem je spodaj zakristija v nadstropju pa je veroučna učilnica. Okna so na obeh straneh cerkve, zato je zelo svetla. V svetišču sta dve okni s slikama Brezmadežne in sv. Jožefa. Preostala okna z železnimi okvirji imajo barvna stekla. Cerkev so temeljito prenavljali v letih 1979 - 1980. Več kot sto let star omet so odstranili s pročelja in naredili novega, v naslednjih dveh letih so prekrili streho, zvonik pa so oblekli z bakreno pločevino. Kupili so stole in klopi ter jih dali oblaziniti. Cerkev so obelili znotraj, na pokopališču so postavili kamnit križ. Preuredili pa so tudi župnišče. Od stare cerkve je ohranjen zvonik. Enoladijska cerkev ima enako visok in širok prezbiterij in velik prizidek ob južni fasadi.
Cerkev stoji zahodno ob cesti skozi Markovce.